# Солдатченко Володимир Іванович
Володимир Іванович Солдатченко (нар. 12 вересня 1927, Сталіно, УРСР — пом. 4 жовтня 2000, Стаханов, Луганська область, Україна) — радянський футболіст, півзахисник.

## Життєпис
Починав грати в 1951 році у дублі «Шахтаря» (Сталіно). За чотири роки, проведених клубом у класі «А» (1949-1952), зіграв у чемпіонаті чотири матчі. У 1953-1954 роках у класі «Б» в 24 матчах відзначився 4-ма голами. Півфіналіст Кубку СРСР 1953. У 1955-1958 роках грав за «Шахтар» (Кадіївка), в 1964-1969 роках працював старшим тренером команди.
Вніс великий внесок у становлення та розвиток футболу в місті Брянка. Помер в 2000 році. На честь Солдатченко в місті проводиться турнір з футзалу.